# Водсон
Водсо́н (фр. Vaudesson) — коммуна во Франции, находится в регионе Пикардия. Департамент коммуны — Эна. Входит в состав кантона Фер-ан-Тарденуа. Округ коммуны — Суасон.
Код INSEE коммуны — 02766.

## Население
Население коммуны на 2010 год составляло 260 человек.
| 1962 | 1968 | 1975 | 1982 | 1990 | 1999 | 2010 |
| ---- | ---- | ---- | ---- | ---- | ---- | ---- |
| 217  | 220  | 192  | 178  | 153  | 177  | 260  |

## Экономика
В 2010 году среди 158 человек трудоспособного возраста (15—64 лет) 118 были экономически активными, 40 — неактивными (показатель активности — 74,7 %, в 1999 году было 69,6 %). Из 118 активных жителей работали 107 человек (62 мужчины и 45 женщин), безработных было 11 (2 мужчин и 9 женщин). Среди 40 неактивных 20 человек были учениками или студентами, 10 — пенсионерами, 10 были неактивными по другим причинам.